# 닭은 왜 길을 건너갔을까?

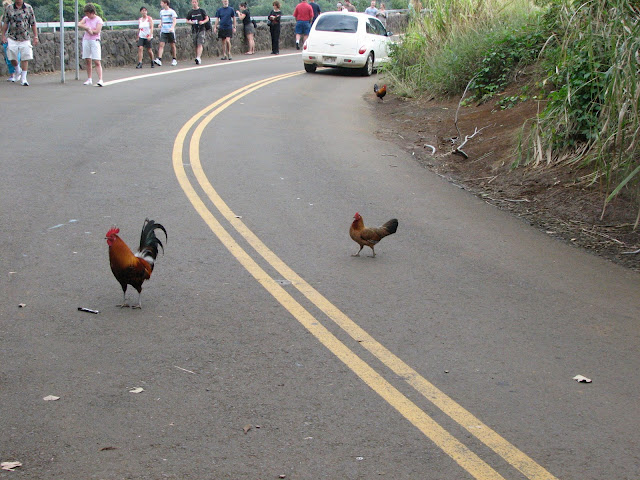
“닭은 왜 길을 건너갔을까?”

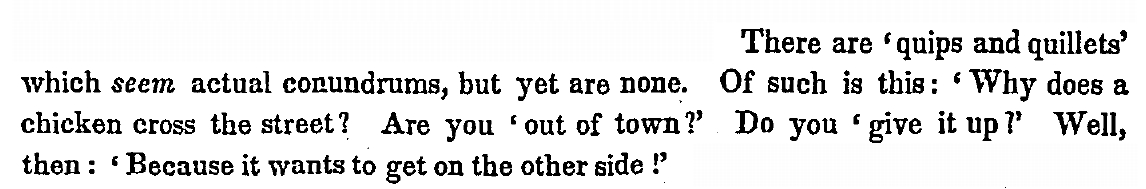
1847년 원문.

“닭은 왜 길을 건너갔을까?”(영어: Why did the chicken cross the road?)는 서양의 농담 중 하나이다. 이 질문에 대한 답은 “반대편 쪽으로 가려고.”이다.

## 유래
이 농담은 1847년 뉴욕의 문예지인 《더 니커보커》(The Knickerbocker)에 처음 등장했다.

...There are ‘quips and quillets’ which seem actual conundrums, but yet are none. Of such is this: ‘Why does a chicken cross the street?[’] Are you ‘out of town?’ Do you ‘give it up?’ Well, then: ‘Because it wants to get on the other side!’
...실제론 그렇지 않지만, 어려운 수수께끼처럼 보이는 ‘재담과 핑계’가 있다. 바로 “닭은 왜 길을 건너갔을까?”이다. 당신 지금 ‘외출 했는가?’ 설마 ‘포기 했는가?’ 글쎄, 답은 바로 “왜냐하면 반대편 쪽으로 건너가려고”이다!